# Paul Splingaerd

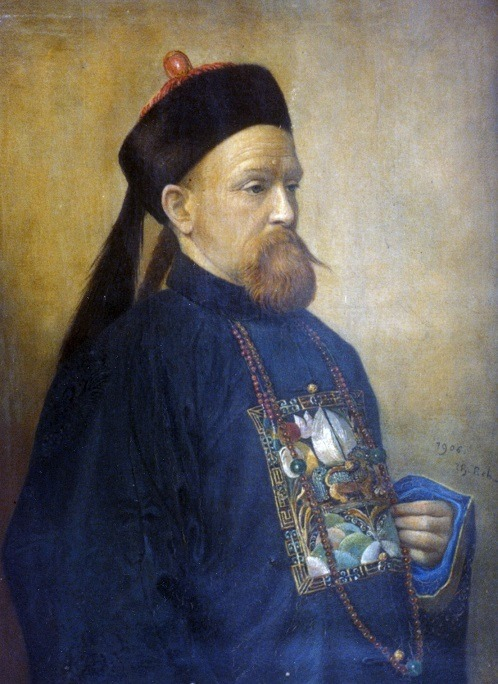
Portretschilderij als mandarijn (1906): het rangvierkant en de hoed met rode knop en pauwenveren tonen zijn hoge rang

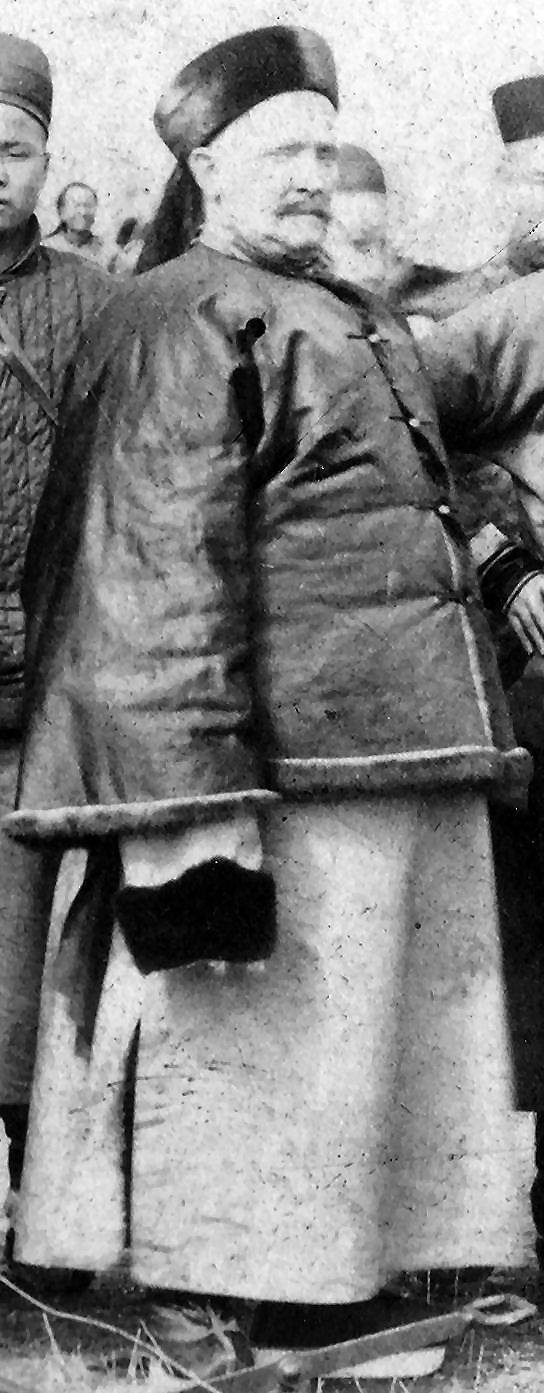
Portretfoto ca. 1898

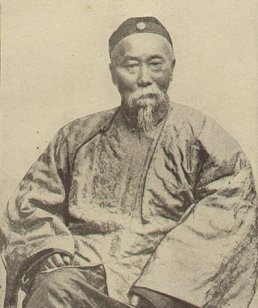
Li Hongzhang (1823-1901)

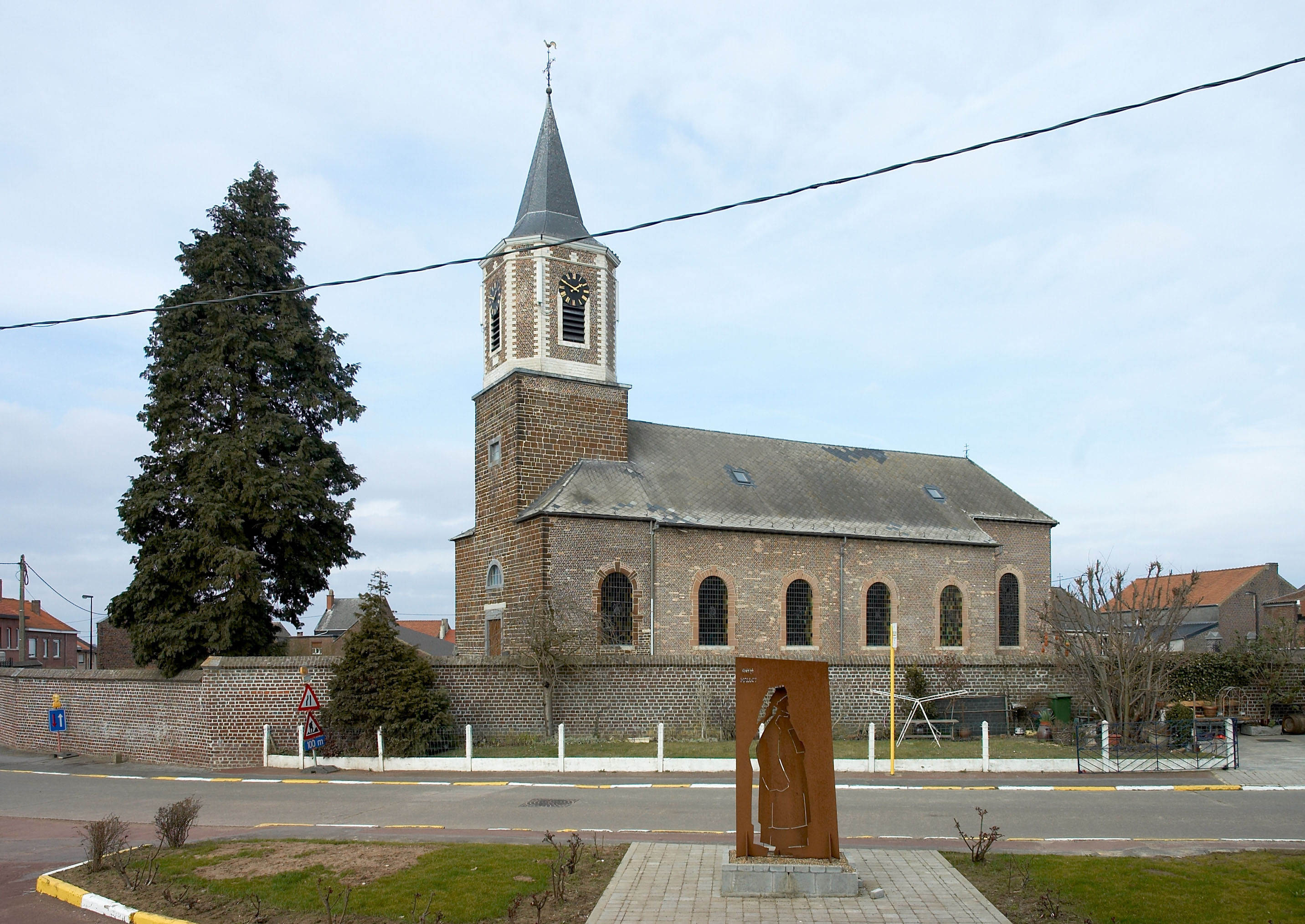
De kerk van Ottenburg - Standbeeld van Mandarijn Paul Splingaerd door René Hallet.

Paul Splingaerd (Brussel, 12 april 1842 – Xian, 26 september 1906) was een Belgische vondeling die in zijn latere leven een mandarijn (hoge ambtenaar) werd naar het einde van de keizerlijke Qing-dynastie. Hij fungeerde eveneens als tussenpersoon in verschillende Chinees-Belgische projecten in de late negentiende eeuw. Hoewel hij veel beroemder was in China, waar hij gekend was als Bi Lishi Lin (Belgische Lin) en onder andere namen, genoot hij ook in Europa enige bekendheid. Vele ontdekkingsreizigers, onder wie Sven Hedin, schreven over hun onverwachte ontmoetingen met de roodbebaarde Belgische mandarijn.

## Jonge jaren
Direct na zijn geboorte werd Splingaerd in een Brusselse vondelingenschuif gedeponeerd. Hij groeide op bij twee verschillende boeren in het plattelandsdorp Ottenburg, nu een gehucht van de gemeente Huldenberg in de provincie Vlaams-Brabant, ten zuidoosten van de Belgische hoofdstad. Scholing kreeg hij nauwelijks, hij was vrijwel ongeletterd. Op 21 jaar ging hij zijn dienstplicht vervullen bij de Jagers in Leuven, waardoor hij wellicht in contact kwam met de aalmoezenier Théophile Verbist. Broeder Théophile wierf hem aan als knecht voor wat weldra de katholieke Congregatie van het Onbevlekt Hart van Maria zou worden, ook bekend als de Missionarissen van Scheut. Na twee jaar in het scheutistenklooster in oprichting van Anderlecht, vertrok hij in 1865 met Verbist en drie andere missionarissen als lekenhelper en klusjesman richting Mongolië. Onderweg was hij aanwezig op een audiëntie bij paus Pius IX in Rome.
In Mongolië leerde Splingaerd Chinees op het gehoor. Na de dood van broeder Théophile in 1868 verliet hij de missie in het apostolisch vicariaat Xiwanzi. Dankzij zijn vriend Laurent Franzenbach vond hij werk bij de Pruisische delegatie in Beijing. Hij was er geldkoerier en doodde iemand tijdens een confrontatie, maar werd vrijgesproken. Hij leerde er de Duitse geograaf en geoloog Ferdinand von Richthofen kennen en assisteerde hem als gids en vertaler tijdens zeven verkenningstochten doorheen achttien Chinese provincies. Tijdens deze prospecties zochten ze naar steenkool, mineralen, flora en fauna en de bestudeerden ze de lokale bevolking. Splingaerd toonde zich een waardevolle assistent en stak zelf veel kennis op die hem later van pas zou komen. 
Na het einde van het contract met von Richthofen in 1872 zette hij vanuit de buurt van Beijing een pels- en wolhandel op met Mongolië. Het volgende jaar trouwde hij met Catherine Li Tchao, een katholieke Mantsjoevrouw met wie hij zeker dertien kinderen had. Hij moest regelmatig gevaarlijke reizen ondernemen en schijnt geen beste zaken te hebben gedaan.

## Mandarijn en tussenpersoon
In 1881 kreeg Splingaerd een aanbod van onderkoning Li Hongzhang om te werken als douane-inspecteur in de verre westelijke post van Jiuquan. Hij nam de Chinese klederdracht aan en controleerde vanuit het mandarijnenpaleis in Suzhou de Russische handel met China via de grenspost Jiayu. Met zijn talenknobbel leerde hij enig Russisch, Mongools en Turks. Ook nam hij rechterlijke en medische verantwoordelijkheden op. Zo maakte hij zich verdienstelijk door chirurgische ingrepen en door een inentingsbureau tegen pokken te beginnen. Hij bevorderde het begrip en de waardering van de Chinese bevolking en autoriteiten voor de westerse cultuur en technologie. In 1896 nam hij ontslag om te zorgen dat zijn kinderen ook een Europese opvoeding kregen. Bij zijn vertrek bedankte de lokale bevolking hem met een "erescherm van tienduizend jaren" (wan-shousan). 
Na veertien jaar als mandarijn vestigde Splingaerd zich als mijninspecteur in Kaiping. Spoedig werd hij gecontacteerd door vertegenwoordigers van koning Leopold II van België. Ze wensten gebruik te maken van zijn kennis van de Chinese taal en gewoonten om een contract te onderhandelen voor de bouw van de spoorweg tussen Peking en Hankou. Voor deze diensten bevorderde Li Hongzhang hem tot mandarijn van de eerste rang, zoals blijkt uit het rangvierkant met kraanvogel, de rode knop en de pauwenveer waarmee hij is afgebeeld. 
Rond begin 1900 werd Splingaerd als attaché aangeworven door kolonel Gustave Fivé voor een koloniale opdracht in dienst van de Onafhankelijke Congostaat, zijnde Leopold II. Het doel was Gansu te exploreren met het oog op concessies. Fivé, Ledent en Henrard brachten hem constant in verlegenheid door hun racisme en imperialisme. Uiteindelijk maakte de Bokseropstand een einde aan de onderneming en moesten de Belgen zich in september 1900 in veiligheid brengen door de Gobiwoestijn. Splingaerd ging mee tot Ulaanbaatar, terwijl de anderen verdertrokken naar Kjachta om de Trans-Siberische spoorlijn naar België te nemen. De zestigjarige attaché wachtte de vrede af en kon naar China terugkeren, maar zijn gezondheid was aangetast.
Opnieuw werd hij voor een opdracht naar Gansu en Mongolië gestuurd. Door de Belgische diplomaten in China werd hij belast met het opnemen van de verwoestingen om schadevergoeding te eisen, terwijl de Chinese regering hem benoemde tot brigadegeneraal, zodat hij zo nodig de laatste onlusten kon onderdrukken en met gezag onderhandelen. Toen dit in maart 1905 ten einde kwam, hernieuwde hij zijn contract met de Onafhankelijke Congostaat niet. Hij bevond zich in Lanzhou en begon er voor de Chinese gezagsdragers te onderzoeken hoe ze in samenwerking met Belgische bedrijven de streek konden ontwikkelen. Hij initieerde ook onderhandelingen voor de bouw van de eerste metalen brug over de Gele Rivier in Lanzhou, nu bekend als de Sun Yat-Senbrug. Eind 1905 werd hij naar België gestuurd om ingenieurs te rekruteren voor de mijnbouw en voor het heropstarten van fabrieken. Op de terugweg werd hij bedlegerig en overleed hij in Xian. Hij vroeg zijn zoon Alphonse verder te gaan met de ingenieurs. Zijn laatste rustplaats vond hij in de Zhalan-begraafplaats van Beijing, waar ook Ferdinand Verbiest en Matteo Ricci lagen.

## In de letteren
De figuur van Splingaerd was inspiratie voor personages in minstens twee romans: Vladimir Nabokovs De gave, en het personage Mo-Sieu in Jean Blaises Maator le Mongol. De Belgische toneelschrijver Tone Brulin baseerde zijn musical De staart van de Mandarijn op Splingaerds leven.

## Onderscheidingen en eerbetoon
In 1897 werd Splingaerd onderscheiden met het ridderschap in de Belgische Kroonorde.
Naar aanleiding van de honderdjarige herdenking van zijn overlijden werd in 2006 in Ottenburg, het dorp waar hij 21 jaar van zijn leven doorbracht, een standbeeld door René Hallet opgericht. In 2008 kwam er in Jiuquan, waar hij gedurende veertien jaar werkte als douane-inspecteur, een tweede standbeeld voor hem.